# 克里斯托弗·里德
克里斯托弗·里德（英語：Christopher Reid；1949年5月3日—）是一名在香港出生的英國詩人，英國赫爾大學創意寫作課教授。克里斯托弗曾於1996年及1997年連續兩年獲得惠特貝瑞圖書獎（科斯塔圖書獎前身）的提名，最終於2010年憑詩集《七零八落》獲得科斯塔圖書獎的最佳詩作獎及年度圖書獎，是繼1999年諾貝爾文學獎謝默斯·希尼後，首位作家憑詩作獲得科斯塔圖書獎的年度圖書獎。